# Abraham Polak
Abraham Nahum Polak (ibland kallad AN Polak eller Poliak), född 2 september 1910, död 5 mars 1970, var en israelisk historiker, professor vid Tel Avivs universitet sedan grundade, professor i medeltidshistoria och grundare av avdelningen för Mellanösterns historia. Hans huvudsakliga forskningsområden var judisk historia, arabisk historia, islamska nationer, Afrika och khazarernas historia.